# Hylaeus aborigensis
Hylaeus aborigensis là một loài Hymenoptera trong họ Colletidae. Loài này được Dathe mô tả khoa học năm 1994.